# Cameron McEvoy
Cameron McEvoy (født 1994) er en australsk svømmer, der specialiserer sig i freestyle.

## Karriere
Han repræsenterede sit land ved sommer-OL 2012 i London, hvor han kun konkurrerede i stafetten uden at vinde en medalje.
I 2021 sluttede Cameron McEvoy som nummer 29 for sit land i 50 meter frisvømning ved sommer-OL 2020 i Tokyo, hvor han ikke kvalificerede sig til semifinalerne.  Han deltog også i 100 meter frisvømning, hvor han sluttede som nummer 24 i det indledende heat med tiden 48,72, og dermed kvalificerede han sig ikke til semifinalen.
Han repræsenterede sit land ved verdensmesterskaberne i svømning i 2023 i Fukuoka, Japan i 50 meter frisvømning, hvor han vandt guld.
Han repræsenterede sit land ved sommer-OL 2024 i Paris i 2024 i 50 meter frisvømning, hvor han vandt guld.